# Jurácsik Mátyás
Jurácsik Mátyás (Budapest, 1960. október 1. –) magyar labdarúgó, hátvéd.

## Pályafutása
Az Újpesti Dózsa csapatában mutatkozott az élvonalban 1979. augusztus 18-án a Bp. Volán ellen, ahol csapata 2–0-ra győzött. 1979 és 1982 között 53 bajnoki mérkőzésen szerepelt újpesti színekben és öt gólt szerzett. Egy alkalommal ezüstérmes lett a csapattal. Utolsó mérkőzésen a Tatabányai Bányásztól 1–0-ra kapott ki csapata. 1982 nyarán a Ganz-MÁVAG játékosa lett. 1982 szeptemberében elhagyta Magyarországot. Fél évig a Torino FC csapatánál edzett, de eltiltották így az olasz csapat nem tudta szerződtetni. Az Ausztriában játszó Magyar István segített neki csapatot találni. Először Belgiumban, majd Svájcban volt próbajátékon, így lett 1983–84-ben a svájci Nordstern Basel játékosa volt. 1984 és 1987 között a nyugatnémet Rot-Weiß Essen csapatával a Bundesliga 2-ben szerepelt, ahol később Horst Hrubesch volt az edzője. 1987 és 1993 között a Wuppertaler SV labdarúgója volt és négy évig az együttes csapatkapitánya.
Visszavonulása után sikeres üzletember lett Németországban. 2000-ben visszaköltözött Magyarországra. 2008-ban részt vett az UTE női röplabda-szakosztályának újraindításában, majd szakosztályvezető lett. Az UTE baráti körének egyik vezetője. 2016-ban a Törökbálinti TC szakmai igazgatója volt.

## Sikerei, díjai
- Magyar bajnokság
  - 2.: 1979–80